# Carl Brashear

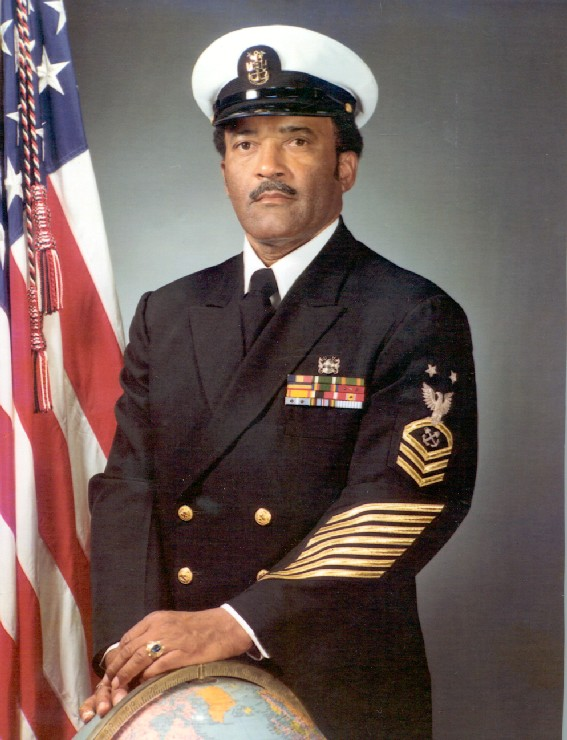
Carl Brashear

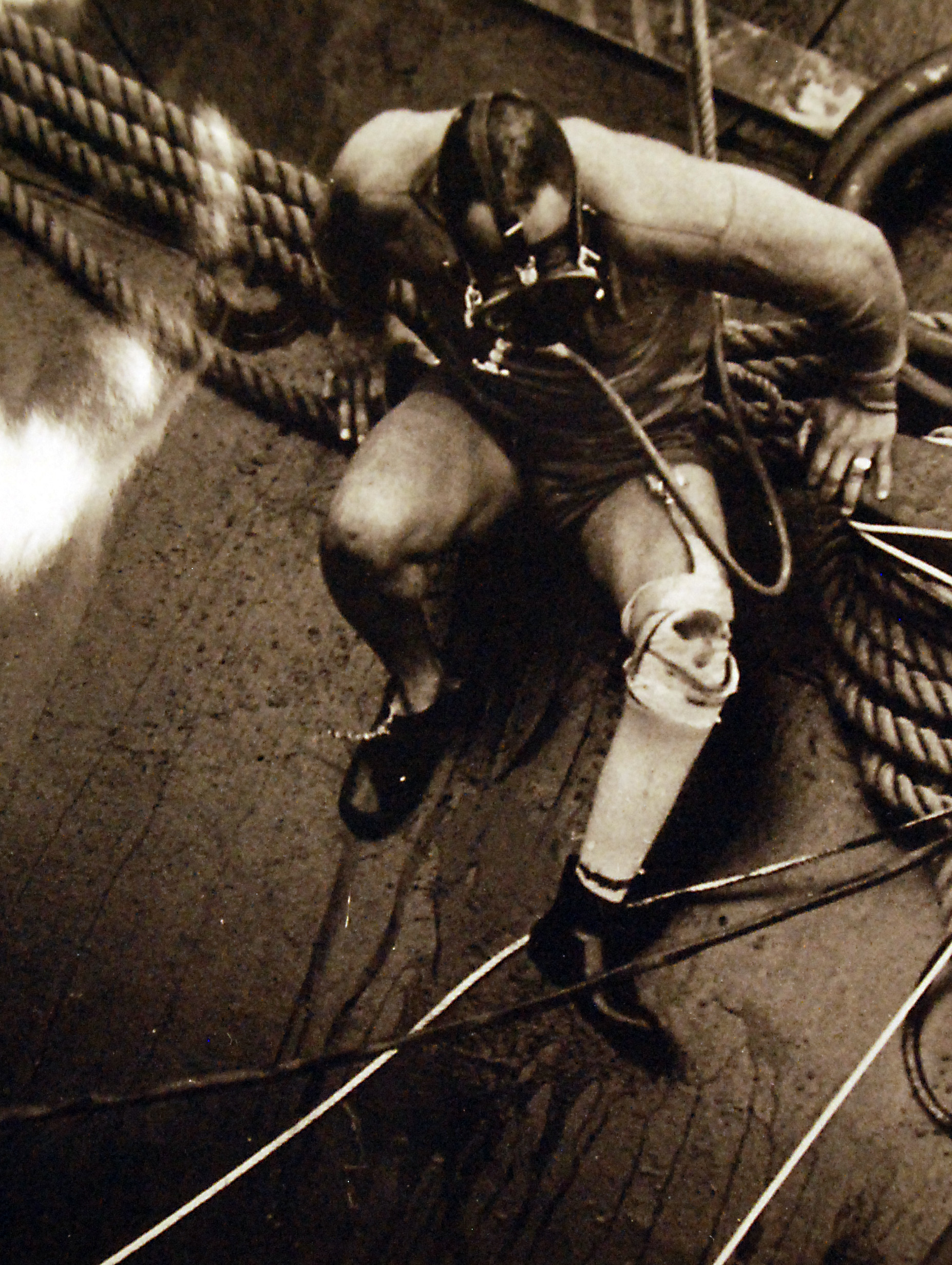
Carl Brashear mit Prothese vor einem Tauchgang, 1971

Carl Maxie Brashear (* 19. Januar 1931 in Tonieville, LaRue County, Kentucky; † 25. Juli 2006 Portsmouth, Virginia) war der erste afro-amerikanische Taucher sowie der erste zertifizierte Taucher mit einer Amputation in der US Navy.

## Leben
Er wurde als Sohn von McDonald und Gonzella Brashear geboren. Er ging von 1937 bis 1946 auf die Sonora Grade School, in Sonora, Kentucky.
Am 25. Februar 1948 trat Carl Brashear in die US Navy ein, wo er bis Mai 1948 eine Grundausbildung im Naval Training Center von Great Lakes, Illinois, absolvierte. Seine Ausbildung zum Rettungstaucher schloss er 1954 ab. Danach war er auf mehreren Schiffen stationiert, wo er die verschiedensten Tauchaufträge erledigte – von Reparaturarbeiten bis zur Bombenentschärfung. Zeitweise war er Ausbilder in einer Tauchschule. Vom Juni 1956 bis Juni 1958 gehörte er sogar zur Eskorte für Präsident Dwight D. Eisenhower. Mitte 1964 errang er den Rang eines Tauchers Erster Klasse („First Class Diver“).
Am 23. März 1966 kam es während der Bergung einer auf Grund liegenden Wasserstoffbombe zu einem schweren Unfall an Bord, bei dem Brashear unterhalb seines linken Knies von einem Rohr getroffen wurde, welches zur Bergung benötigt wurde. Um Wundbrand zu vermeiden, wurde ihm das Bein unterhalb des Knies entfernt. Nach Ausheilung der Wunde verbrachte er die Rekonvaleszenz-Zeit vom Mai 1966 bis März 1967 im Naval Regional Medical Center, Portsmouth (Virginia). Anschließend trainierte er ein volles Jahr, um wieder in den vollen aktiven Dienst als Taucher zu gelangen und wurde so der erste zertifizierte Taucher mit einem amputierten Körperglied.
Mitte 1970 errang er den höchsten Titel eines „Tauchmeisters“ („Master Diver“). Am 1. April 1979 schied er in allen Ehren im Rang eines Master Chief Petty Officer aus der Navy aus und lebte im offiziellen Ruhestand, war aber als Tauchexperte und -spezialist weiterhin ein vielgefragter Berater. Am 25. Juli 2006 verstarb Brashear an einem Herzfehler im Portsmouth Naval Medical Center, Portsmouth, Virginia. Er wurde mit militärischen Ehren auf dem Navy-Friedhof „Woodlawn Memorial Gardens“ bestattet.
Brashear lebte nach eigener Aussage immer nach zwei Richtlinien: „Es ist keine Sünde, hinzufallen. Aber es ist eine Sünde, nicht wieder aufzustehen“ sowie „Ich lasse mir von niemandem meine Träume nehmen.“
Er war dreimal verheiratet und hatte vier Kinder.

## Orden, Auszeichnungen und sonstige Ehrungen
In seiner gesamten Laufbahn erhielt Carl Maxie Brashear zahlreiche Auszeichnungen und Orden:
- Good Conduct Medal (insgesamt 8×)
- Navy Commendation Medal
- Navy Achievement Medal
- National Defense Service Medal
- China Service Medal
- Korean Service Medal
- United Nations Medal
- Navy and Marine Corps Medal
- Armed Forces Expeditionary Medal
- Presidential Unit Citation
- Navy Occupation Service Medal

Nach Carl Brashear wurde außerdem ein Versorgungs- und Munitionstransporter der Lewis-and-Clark-Klasse, die 2008 vom Stapel gelaufene USNS Carl Brashear (T-AKE-7), benannt.

## Filmische Rezeption
Die außerordentliche Lebensgeschichte von Carl Maxie Brashear wurde im Jahr 2000 mit Cuba Gooding junior als Carl Brashear und Robert De Niro als sein Ausbilder, Chief Sunday, im Film Men of Honor auf die Leinwand gebracht. Brashear selbst war hier als Berater tätig. Der Film wurde zwar für neun Auszeichnungen nominiert, hat jedoch keine gewonnen.